# Ken Hashikawa
Ken Hashikawa, nacido el 8 de mayo de 1970 en Tokio, fue un ciclista japonés que fue profesional de 1991 a 2008. Tras su retirada se convirtió en director deportivo de equipos japoneses como el Nippo entre otros. Actualmente dirige al CCT-Champion System.

## Palmarés
| 1995 - Campeonato de Japón en Ruta 1996 - Tour de Okinawa 1999 - Tour de Hokkaido, más 1 etapa | 2000 - 1 etapa del Tour de Hokkaido 2001 - 3º en el Campeonato de Japón Contrarreloj 2003 - 3º en el Campeonato de Japón Contrarreloj |